# ماریا ژابچینسکا
ماریا ژابچینسکا (لهستانی: Maria Żabczyńska؛ زادهٔ ۱۴ سپتامبر ۱۹۰۳–۲۷ ژانویهٔ ۱۹۸۱) بازیگر اهل لهستان بود.
از فیلم‌ها یا مجموعه‌های تلویزیونی که وی در آن‌ها نقش داشته‌است، می‌توان به یانوشیک، پرونده خلبان مارشا، آبروی فرزند، دوست بدار یا رها کن، دکتر مورک و یک همسر سیاستمدار اشاره نمود.